# Baby Daddy
Baby Daddy est une série télévisée américaine en cent épisodes de 22 minutes, créée par Dan Berendsen, produite par Dan Berendsen et Michael Lembeck, et diffusée entre le 20 juin 2012 et le 22 mai 2017 sur ABC Family / Freeform et sur ABC Spark au Canada.
La série est inédite dans tous les pays francophones.

## Synopsis
Ben Wheeler est un jeune barman d'une vingtaine d'années. Un jour, il reçoit la surprise de sa vie lorsqu'une de ses précédentes conquêtes abandonne leur bébé, Emma, jusque-là inconnue pour lui, sur le pas de sa porte. Ben va alors devoir apprendre à s'occuper d'Emma, ce qui n'est pas chose facile, mais heureusement il va avoir l'aide de son frère Danny, de ses deux amis Riley et Tucker, et de sa mère, Bonnie.

## Distribution

### Acteurs principaux
- Jean-Luc Bilodeau : Benjamin Bon Jovi « Ben » Wheeler
- Tahj Mowry : Tucker Thurgood Marshall Dobbs (sauf saison 5, épisode 2)
- Derek Theler : Daniel Mellencamp « Danny » Wheeler
- Melissa Peterman : Bonnie Wheeler (née Krapinski)
- Chelsea Kane : Riley Perrin

Photos des acteurs principaux
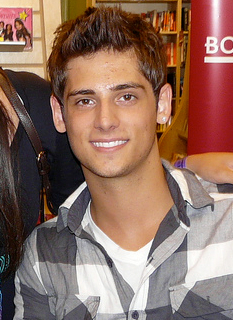
Jean-Luc Bilodeau dans le rôle de Benjamin Bon Jovi Wheeler.
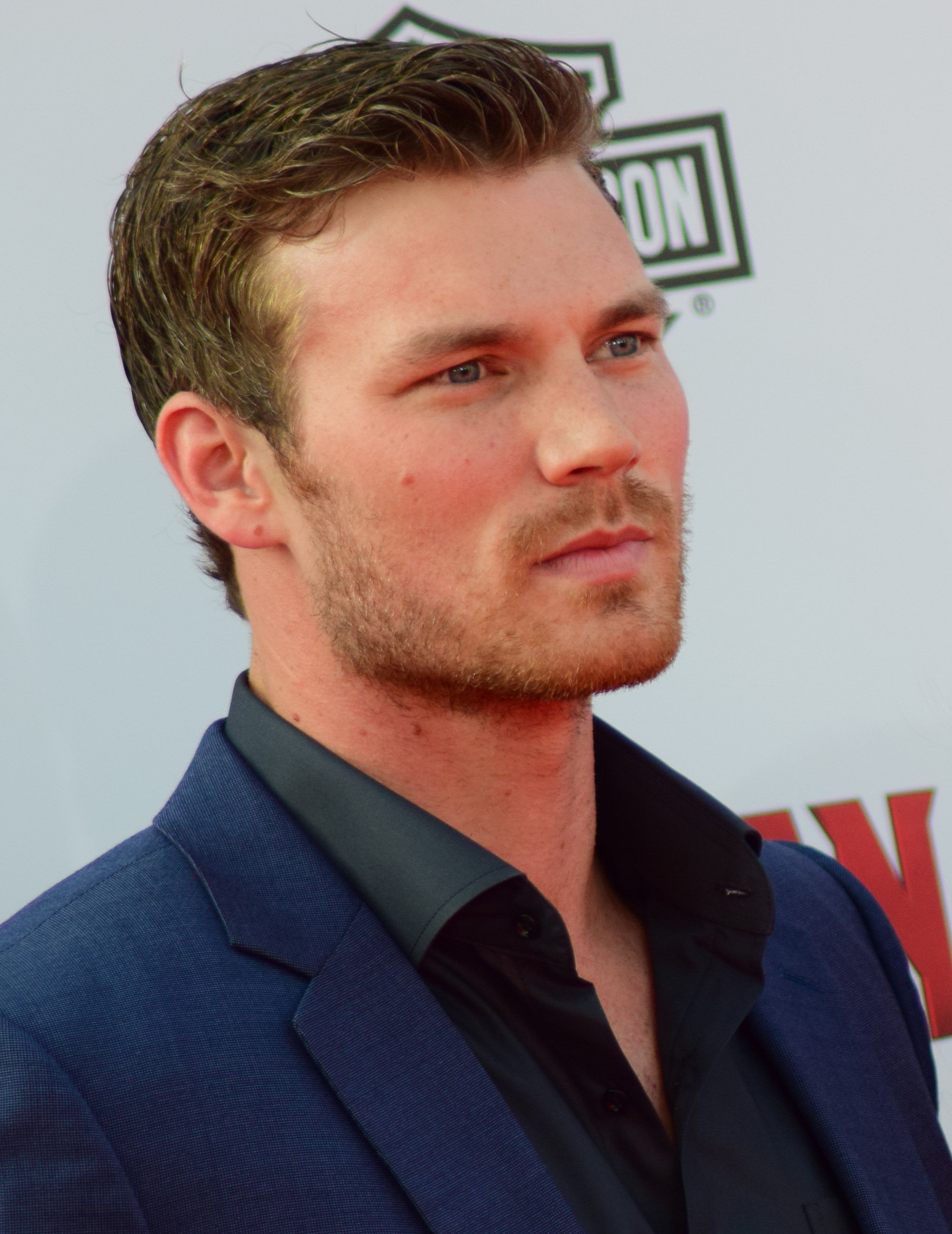
Derek Theler dans le rôle de Daniel Mellencamp Wheeler.
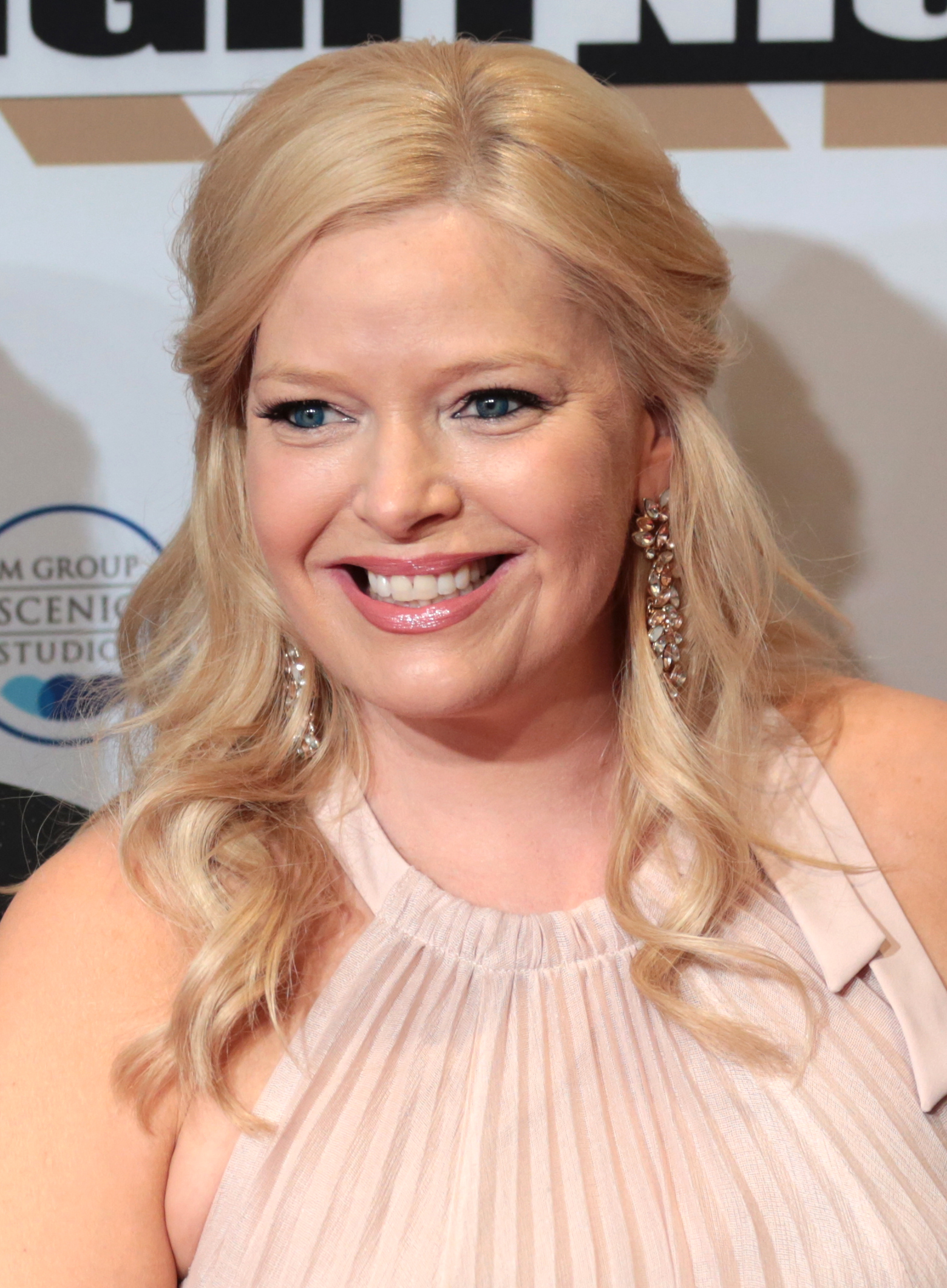
Melissa Peterman dans le rôle de Bonnie Wheeler.
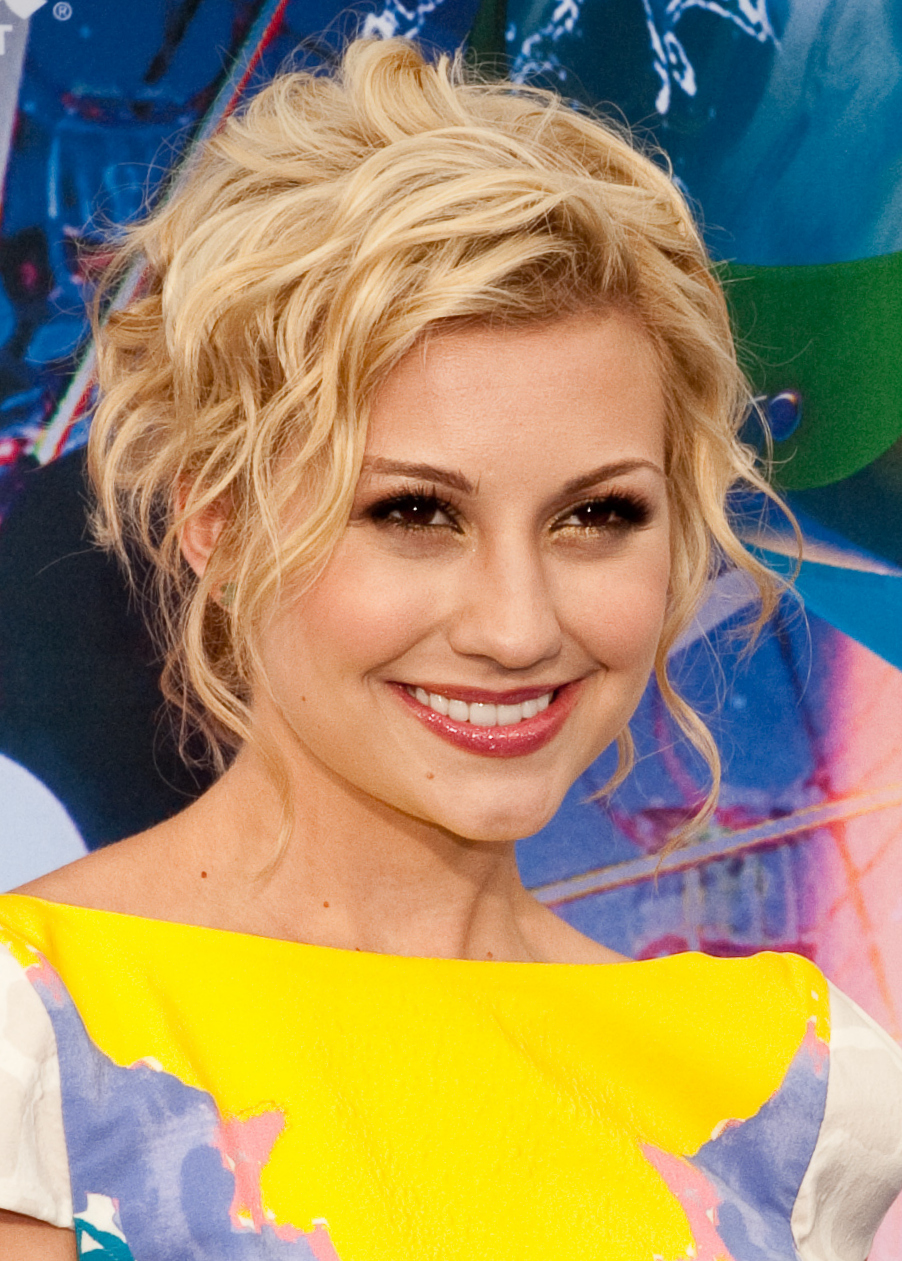
Chelsea Kane dans le rôle de Riley Perrin.

### Acteurs récurrents
- Ali Louise et Susanne Allan Hartman (saison 1), Mila et Zoey Beske (saison 2), Ember et Harper Husak (saison 3), Sura et Kayleigh Harris (saisons 4 et 5) : Emma Wheeler
- Matt Dallas : Fitch Douglas[3] (récurrent saison 2, invité saison 3)
- Lacey Chabert : Dr Amy Shaw[4] (récurrente saison 2, invitée saison 3)
- Rachna Khatau : Sondra (saisons 2 à 5)
- Grace Phipps : Megan[4] (saison 2)
- Mimi Gianopulos (en) : Angela (récurrente saison 3, invitée saison2 et 5)
- Christopher O'Shea : Philip Farlow (saison 3)
- Mallory Jansen : Georgie Farlow (récurrente saison 3, invitée saison 4)
- Peter Porte : Brad Walker / Tad le frère jumeau de Brad (saisons 3, 4 et 5)
- Christa B. Allen : Robyn[5] (saison 4)
- Eddie Cibrian : Ross Goodman (récurrent saison 4, invité saison 5)
- Jonna Walsh : Zoey (saison 5)
- Daniella Monet : Sam (saison 5)

### Invités
- David S. Lee : Jack Henderson (saison 1 épisode 5 et saison 4 épisode 7)
- Bria Murphy : une fille attrayante[6] (saison 1 épisode 5)
- Amber Stevens : Izzy[6] (saison 1 épisode 8)
- Greg Grunberg : Ray Wheeler[7] (saison 1 épisode 9 et saison 2 épisode 12)
- Wayne Brady : Chase Baxter[8] (saison 2 épisode 2)
- Caroline Rhea : Jennifer Perrin, mère de Riley[8] (saison 2 épisode 7)
- Kelly Stables : Kayla (saison 2, épisodes 7 et 14)
- Antonio Sabato Jr. : Gerard (saison 2 épisode 9)
- Andy Buckley : Le père d'Amy (saison 2 épisode 10)
- Kym Whitley (en) : Mme Jensen (saison 2 épisode 11 et saison 3 épisode 10)
- Mary Pat Gleason : Tante Betty (saison 2 épisode 12)
- Robert Gant : Steve (saison 2 épisode 12)
- Donovan Scott : Santa Claus, le père Noël (saison 2 épisode 16)
- Leslie Jordan : Edwin[9] (saison 2 épisode 16)
- Mary Hart : elle-même (saison 3, épisodes 3, 20, saison 4 épisode 5, saison 5, épisodes 4 et 7)
- Lucy Hale : Piper Stockdale[10] (saison 3 épisode 4)
- Cassie Scerbo : Heather[11] (saison 3, épisodes 6 et 7)
- Bruce Thomas : Jim, le père de Brad (saison 3 épisode 7)
- Phil Morris : Marshall Dobbs (saison 3, épisodes 8 et 15)
- Dot-Marie Jones : Masha (saison 3 épisode 10)
- Amanda Detmer : Tante Margot (saison 3, épisodes 12 et 13)
- Gary Anthony Williams : Captain Walters (saison 3 épisode 14)
- Matt Cedeño : Javier (saison 4 épisode 1)
- Braden Davis : Jeffrey (saison 4 épisode 2)
- Michael Galante : Joshua (saison 4 épisode 6)
- Kelly Monaco : elle-même (saison 4 épisode 6)
- Aisha Dee : Olivia, l’ex-femme de Tucker (saison 4 épisode 8)
- Isaiah Mustafa : Captain Hudson (saison 4 épisode 9)
- Brittney Alger (pt) : Christine (saison 4, épisodes 12 et 14)
- Lindsey Gort : Ashley (saison 4, épisodes 13 et 19)
- Alex Kapp Horner : la mère de Riley (saison 4 épisode 13 et saison 5 épisode 12)
- Brian Tee : Tommy Kwan (saison 4 épisode 14)
- Jackée Harry : La juge Johnson (saison 4 épisode 16 et saison 5 épisode 11)
- Richard Whiten : Le docteur Davis (saison 4 épisode 18)
- Annalisa Cochrane : Emma à 17 ans (saison 4 épisode 18)
- Aubrey Fitzgerald : Emma à 7 ans (saison 4 épisode 18)
- Lindsey Gort : Ashley (saison 4 épisode 19)
- Dan Castellaneta : Peter Oliver le magicien (saison 4 épisode 21)
- Jill Basey : Margaret (saison 4 épisode 21)
- Reba McEntire : Charlotte, une vieille amie de Bonnie (saison 4 épisode 22 et saison 5 épisode 1)
- Gemma Brooke Allen : Riley jeune (saison 4 épisode 22)
- Brekkan Spens : Danny jeune (saison 4 épisode 22)
- Kai Stein : Ben jeune (saison 4 épisode 22)
- Allie Gonino : Sam[12] (saison 5, épisode ?)
- Jose Moreno Brooks : Roger[13] (saison 5, épisode 9)
- Jonathan Silverman : Luther[14] (saison 5, épisode 10)
- Jamie-Lynn Sigler : Sarah Gilcrest[15] (saison 5, épisodes 13 et 16)
- Tim Bagley : Stanley Dexenberry (saison 5, épisode 14)
- Loni Anderson : la mère de Bonnie[16] (saison 5, épisode 14)
- John Morrison : Ryan « The Hatchet » Davidson[17]

## Épisodes

### Première saison (2012)
La première saison est composée de dix épisodes qui ont été diffusés du 20 juin au 29 août 2012.
1. Pilot
2. I Told You So
3. The Nurse and the Curse
4. Guys, Interrupted
5. Married to the Job
6. Take Her Out of the Ballgame
7. May the Best Friend Win
8. The Daddy Whisper
9. A Wheeler Christmas Outing
10. Something Borrowed, Something Ben

### Deuxième saison (2013)
Le 17 août 2012, la série a été renouvelée pour une deuxième saison de quinze épisodes qui a été diffusée du 29 mai au 4 septembre 2013. Un épisode spécial Noël a été diffusé le 11 décembre 2013 n'est pas dans la continuité scénaristique de la saison.
1. I'm Not That Guy
2. There's Something Fitchy Going On
3. The Wheeler and Dealer
4. New Bonnie vs. Old Ben
5. The Slump
6. Ben's Big Gay-Care Adventure
7. On the Lamb-y
8. Never Ben in Love
9. All's Flair in Love and War
10. Test Anxiety
11. Whatever Lola Wants
12. The Christening
13. All Riley Up
14. The Emma Dilemma
15. Surprise!
16. Emma's First Christmas

### Troisième saison (2014)
Le 22 mars 2013, la série a été renouvelée pour une troisième saison de 21 épisodes qui a été diffusée du 15 janvier au 18 juin 2014.
1. The Naked Truth
2. The Lying Game
3. Lights! Camera! No Action!
4. Bonnie's Unreal Estate
5. Life's A Beach
6. Romancing The Phone
7. The Bet
8. A Knight to Remember
9. Go Brit or Go Home
10. An Affair Not to Remember
11. The Wingmom
12. Send In The Clowns
13. Play It Again, Bonnie
14. Livin' on a Prom
15. From Here to Paternity
16. Curious Georgie
17. Flirty Dancing
18. Baby Steps
19. Foos It or Lose It
20. All Aboard the Love Train
21. You Can't Go Home Again

### Quatrième saison (2014-2015)
Le 17 mars 2014, la série a été renouvelée pour une quatrième saison. Elle commence par deux épisodes spéciaux qui ne sont pas dans la continuité scénaristique de la saison précédente, diffusés respectivement le 22 octobre 2014 et le 10 décembre 2014. Puis, cette saison est divisée en deux parties, la première est composée de dix épisodes qui ont été diffusés du 14 janvier au 18 mars 2015, et la seconde partie, également de dix épisodes a été diffusée du 3 juin au 5 août 2015.
1. Strip or Treat
2. It's a Wonderful Emma
3. She Loves Me, She Loves Me Note
4. I See Crazy People
5. Mugging for the Camera
6. Over My Dead Bonnie
7. The Mother of All Dates
8. House of Cards
9. An Officier and a Gentle Ben
10. Happy Birthday Two You
11. You Give Real Estate a Bad Name
12. A Love/Fate Relationship
13. Home Is Where the Wheeler Is
14. It Takes a Village Idiot
15. One Night Stand Off
16. Lowering the Bars
17. Wheeler War
18. Parental Guidance
19. Ring Around the Party
20. Till Dress Do Us Part
21. What Happens in Vegas
22. It's a Nice Day for a Wheeler Wedding

### Cinquième saison (2016)
Le 27 février 2015, ABC Family a renouvelé la série pour une cinquième saison de vingt épisodes diffusée en hiver du 3 février au 6 avril 2016, puis en été du 1er juin au 3 août 2016 sur Freeform.
1. Love and Carriage
2. Reinventing the Wheeler
3. Ben-geance
4. The Tuck Stops Here
5. The Dating Game
6. Never Ben Jealous
7. The Return of the Mommy
8. Room-mating
9. Stupid Cupid
10. Homecoming and Going
11. Trial by Liar
12. Ben-Semination
13. High School Diplomacy
14. Not So Great Grandma
15. Unholy Matrimony
16. Double Date Double Down
17. The Love Seat
18. She Said, Ben Said
19. Condom Conundrum
20. My Fair Emma

### Sixième saison (2017)
Le 27 juin 2016, Freeform a renouvelé la série pour une sixième saison de onze épisodes, diffusée du 13 mars au 22 mai 2017.
1. To Elle and Black
2. Pro and Con
3. Ben Rides a Unicorn
4. A Mother of a Day
5. When Elle Freezes Over
6. The Third Wheeler
7. The Sonny-moon
8. You Cruise, You Lose
9. The Rebound
10. What's in the Box?
11. Daddy's Girl

## Commentaire
Le 13 mai 2017, la série est annulée.

## Univers de la série

### Personnages principaux
Ben Wheeler
C'est un jeune barman d'une vingtaine d'années qui découvre un beau jour qu'il est le père d'une petite fille. Célibataire, il vit en colocation avec son meilleur ami Tucker Dobbs et son frère, Danny. Il espère rencontrer un jour une fille qui soit faite pour lui, mais il ne remarque pas que Riley est amoureuse de lui. Dans la saison 2, il est en couple avec Megan, mais elle décide de rompre avec lui après qu'il a perdu sa chienne. Dans le dernier épisode de la saison 2 Ben fini par être en couple avec Riley mais leur relation ne dure pas, car cette dernière se rend compte qu'il y a une différence entre rêver d'une vie de couple et être en couple. Elle met donc fin à leur couple dans la saison 3. Dans l'épisode 20 de la saison 3 Ben et Riley se remettent ensemble, et ils déclarent qu'ils sont de nouveau en couple dans l'épisode 21. Dans l'épisode 6 de la quatrième saison, Ben mettra fin à son couple avec Riley car il n'en pourra plus de sans cesse se poser des questions sur la relation de cette dernière avec son frère.
Riley Perrin
Il s'agit de la meilleure amie de Danny, elle est secrètement amoureuse de Ben depuis qu'ils sont enfants, et Danny est secrètement amoureux d'elle. Elle était obèse dans sa jeunesse. Elle espère qu'en ayant perdu tous ces kilos, Ben tombe enfin amoureux d'elle. C'est le cas, mais leur relation ne dure pas, notamment en raison des nombreuses maladresses de Ben. Dans la saison 3 elle est en couple avec un professeur britannique nommé Phillip au grand dam de Danny. Toutefois, dans l'épisode 16 de la saison 3, Phillip met fin à leur relations car il se rend compte que Riley a encore des sentiments pour Ben. Dans l'épisode 20 de la saison 3, Riley et Ben se remettent ensemble. Dans le sixième épisode de la quatrième saison, Ben mettra fin à leur couple. Elle va alors sortir avec Danny. Dans les dernières saisons, Danny et Riley se marient, et ont un enfant.
Tucker Dobbs
C'est le colocataire et meilleur ami de Ben. Tucker est une personne très aimable et amicale. Dans l'épisode 8 de la saison 3 on apprend que c'est Ben qui l'a encouragé à abandonner sa carrière d'avocat au profit de son rêve, travailler dans la télévision.
Danny Wheeler
C'est le frère de Ben, joueur de hockey professionnel et meilleur ami de Riley, dont il est secretement amoureux depuis qu'il est enfant. Cependant, il ne parvient pas à lui avouer ses sentiments et le cache même assez bien puisqu'il sort avec de nombreuses filles que Riley rencontre dans l'appartement qu'il occupe avec Ben et Tucker. Danny projette d'aller vivre à Paris à la fin de la saison 3. Il renonce finalement après que sa copine le largue. Il se met en couple avec Riley dans la saison 5. Ils se marient ensuite, et ont un enfant ensemble dans la saison 6.
Bonnie Wheeler
Il s'agit de la mère de Ben et Danny, très excentrique. Elle est la manageuse de Danny et tente d'aider Ben à élever sa fille malgré quelques réticences au début. Elle exerce divers métiers pendant les 6 saisons : garde d'enfant, serveuse, ou encore agente immobilière. Elle se marie avec Brad, aussi agent immobilier.

### Personnages secondaires
Emma Wheeler
C'est la fille de trois mois de Ben abandonnée par sa mère devant la porte d'entrée de l'appartement du jeune père.
Angela
Il s'agit de la mère d'Emma. Elle l'abandonne devant la porte de son père, Ben. Elle ne la reconnait pas, et abandonne tout droit sur elle. Elle est actrice. Dans la saison 4, elle revient pour donner une interview avec sa fille Emma, sans avertir Ben.
Dr Amy Shaw
C'est la psychologue de l'équipe de hockey « les Rangers de New York » et la petite amie de Danny dans la saison 2. Elle se soucie profondément de Danny, mais est constamment inquiète des sentiments de celui-ci envers Riley. Elle se rend compte finalement que Danny a toujours des sentiments pour Riley et rompt avec lui dans l'épisode 15 de la saison 2. Dans la saison 3, Amy revient et apprend à Danny qu'elle est fiancée.
Brad Walker
Brad est en couple avec Mrs Wheeler. Il est agent immobilier, plus jeune que la mère de Ben et Danny. Mrs Wheeler et Brad sont mariés à partir de la saison 5. Il a un frère jumeau qui s'appelle Tad.
Sondra
Elle habite dans le même immeuble que Tucker, et ils sont ensemble plusieurs fois au cours des saisons. Elle parle très vite, et a une voix très aiguë qui est sujette à de nombreuses blagues. Lorsqu'elle boit, sa voix devient alors normale.

## Distinctions
| Année | Prix                                 | Catégorie                              | Nomination        | Résultat   |
| ----- | ------------------------------------ | -------------------------------------- | ----------------- | ---------- |
| 2017  | 19e cérémonie des Teen Choice Awards | Meilleure série comique                | Baby Daddy        | Nomination |
| 2017  | 19e cérémonie des Teen Choice Awards | Meilleur acteur dans une série comique | Jean-Luc Bilodeau | Lauréat    |